# Bruselský region
Region Brusel-hlavní město (lze se setkat i s názvem Region hlavního města Bruselu; francouzsky Région de Bruxelles-Capitale, nizozemsky Brussels Hoofdstedelijk Gewest) nebo zkráceně Bruselský region (francouzsky Région Bruxelloise, nizozemsky Brussels Gewest) je jeden ze tří regionů, které tvoří Belgické království. Jeho rozloha je 161 km² a počet obyvatel činí přibližně 1,22 milionu. Bruselský region je enklávou ve Vlámském regionu, ale leží nedaleko Valonského regionu.
Úředními jazyky regionu jsou francouzština a nizozemština, obyvatelstvo je převážně frankofonní (90 %). Bruselský region spadá jak do Valonsko-bruselské federace, tak Vlámského společenství. Vzhledem k přítomnosti četných mezinárodních institucí žije v Bruselském regionu mnoho cizinců, zejména ze zemí EU. Mnoho obyvatel regionu pochází ze zemí, které byly kdysi belgickými koloniemi (Demokratická republika Kongo, Rwanda a Burundi), ale také ze zemí Maghrebu (zejména z Maroka), z Turecka, z Ameriky a z Asie (Írán, Pákistán …).

## Historie
Roku 1970 byl do belgické ústavy vložen článek 107, který stanovil, že: „Belgie se skládá ze tří regionů: Vlámského regionu, Valonského regionu a Bruselského regionu“.
Vytvoření Bruselského regionu však bylo podmíněno vydáním speciálního zákona, ke kterému došlo až 12. ledna 1989, devět let poté, co vznikl Vlámský a Valonský region. 18. ledna téhož roku Bruselané poprvé volili své regionální představitele.

## Obce
Bruselský region je rozdělen na 19 obcí. Město Brusel se nachází uprostřed regionu.
|    | Francouzský název     | Nizozemský název       | Poštovní kód                  | Počet obyvatel (rok 2015) | Rozloha (km²) | Hustota zalidnění (obyv./km²) |
| -- | --------------------- | ---------------------- | ----------------------------- | ------------------------- | ------------- | ----------------------------- |
| 1  | Anderlecht            | Anderlecht             | 1070                          | 116 332                   | 17.7          | 6 572                         |
| 2  | Auderghem             | Oudergem               | 1160                          | 32 835                    | 9.0           | 3 648                         |
| 3  | Berchem-Sainte-Agathe | Sint-Agatha-Berchem    | 1082                          | 23 927                    | 2.9           | 8 251                         |
| 4  | Bruxelles-Ville       | Stad Brussel           | 1000 1020 1040 1050 1120 1130 | 175 534                   | 32.6          | 5 384                         |
| 5  | Etterbeek             | Etterbeek              | 1040                          | 46 773                    | 3.1           | 15 088                        |
| 6  | Evere                 | Evere                  | 1140                          | 38 448                    | 5.0           | 7 690                         |
| 7  | Forest                | Vorst                  | 1190                          | 55 012                    | 6.2           | 8 873                         |
| 8  | Ganshoren             | Ganshoren              | 1083                          | 24 066                    | 2.5           | 9 626                         |
| 9  | Ixelles               | Elsene                 | 1050                          | 84 754                    | 6.3           | 13 453                        |
| 10 | Jette                 | Jette                  | 1090                          | 50 724                    | 5.0           | 10 145                        |
| 11 | Koekelberg            | Koekelberg             | 1081                          | 21 525                    | 1.2           | 17 938                        |
| 12 | Molenbeek-Saint-Jean  | Sint-Jans-Molenbeek    | 1080                          | 95 576                    | 5.9           | 16 199                        |
| 13 | Saint-Gilles          | Sint-Gillis            | 1060                          | 50 472                    | 2.5           | 20 189                        |
| 14 | Saint-Josse-ten-Noode | Sint-Joost-ten-Node    | 1210                          | 27 332                    | 1.1           | 24 847                        |
| 15 | Schaerbeek            | Schaarbeek             | 1030                          | 131 030                   | 8.1           | 16 177                        |
| 16 | Uccle                 | Ukkel                  | 1180                          | 81 280                    | 22.9          | 3 549                         |
| 17 | Watermael-Boitsfort   | Watermaal-Bosvoorde    | 1170                          | 24 454                    | 12.9          | 1 896                         |
| 18 | Woluwe-Saint-Lambert  | Sint-Lambrechts-Woluwe | 1200                          | 54 022                    | 7.2           | 7 503                         |
| 19 | Woluwe-Saint-Pierre   | Sint-Pieters-Woluwe    | 1150                          | 41 077                    | 8.9           | 4 615                         |

## Doprava

Bruselský region (růžově),
město Brusel (červeně)

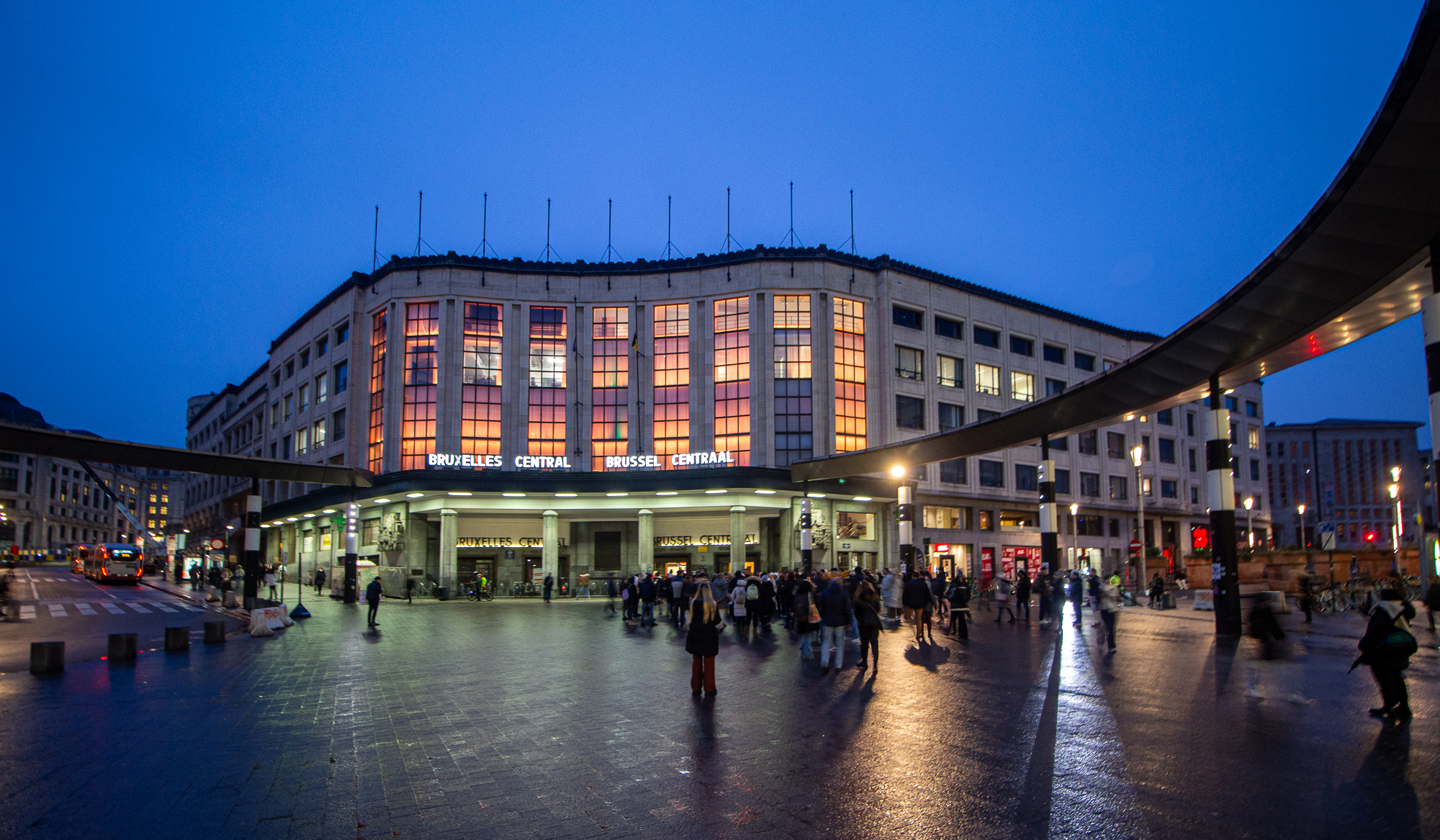
Centrální nádraží

Bruselský region je centrem a ústředním bodem dopravy celé Belgie. Ve zdejším jižním nádraží se potkávají 3 vysokorychlostní tratě ve směru k francouzským, německým a nizozemským hranicím. Další vytížená nádraží jsou Brusel centrální nádraží a Brusel severní nádraží. Díky 28 km dlouhému vodnímu kanálu Brusel-Šelda a 75 km dlouhému kanálu Brusel-Charleroi je město přístupné pro vnitrozemskou vodní dopravu. Letiště Brusel, které je největším v Belgii, se nachází 11 km severovýchodně od centra regionu. Okolo je vystavěn dálniční okruh, na který je napojeno několik dalších dálnic (směr Gent, Antverpy, Lovaň, Namur, Charleroi, Lille).
Městská hromadná doprava zahrnuje metro, tramvaje a autobusy. Metro v Bruselu sestává ze 4 linek, celková délka kolejí je 39,9 km. Síť tramvajové dopravy má souhrnnou délku 140,9 km a čítá 17 linek. Autobusová doprava zahrnuje 50 denních linek a 11 nočních.

### Turistické cíle
- Náměstí Grand-Place (Grote Markt) s gotickou radnicí, historické jádro města, je zapsáno do Seznamu světového dědictví UNESCO.
- Královský palác v Bruselu (Palais Royal de Bruxelles / Koninklijk Paleis van Brussel).
- Katedrála svatého Michaela archanděla a svaté Guduly (Cathédrale Saints-Michel-et-Gudule / Sint-Michiels- en Sint-Goedelekathedraal).
- Parc du Cinquantenaire (Jubelpark), který vznikl roku 1880 při příležitosti oslav padesátého výročí belgické nezávislosti. V parku se nachází vítězný oblouk Palais du Cinquantenaire a několik galerií a muzeí.
- Bruselský park, nacházející se mezi Královským palácem a budovou belgického parlamentu.
- Atomium, postavené k příležitosti světové výstavy Expo 58.
- Mini-Europe – park, ve kterém je vystaveno více než 300 zmenšených modelů významných evropských staveb.
- Budovy Královského muzea krásných umění Belgie (Musées royaux des Beaux-Arts de Belgique / Koninklijke Musea voor Schone Kunsten van België).
- Hlavní městské domy architekta Victora Horty v Bruselu – čtyři domy (Hôtel Tassel, Hôtel Solvay, Hôtel van Eetvelde a Hortům dům/ateliér) v secesním slohu (kulturní dědictví UNESCO).
- Skleníky Serres royales de Laeken v královské zahradě, dílo architekta Alphonse Balata. Každým rokem na přelomu dubna a května jsou na 14 dnů zpřístupněny veřejnosti.
- Muzeum komiksů, zřízené v secesní budově, projektované architektem Victorem Hortou. Ukazuje belgické komiksové hrdiny, jako jsou Kuifje, Suske, Wiske, Šmoulové a Tintin. Muzeum vlastní nejvíce obrázkových knížek na světě. Má 31 000 alb. Je zde zachycena historie kreslených seriálů na dílech více než 670 umělců.

## Galerie

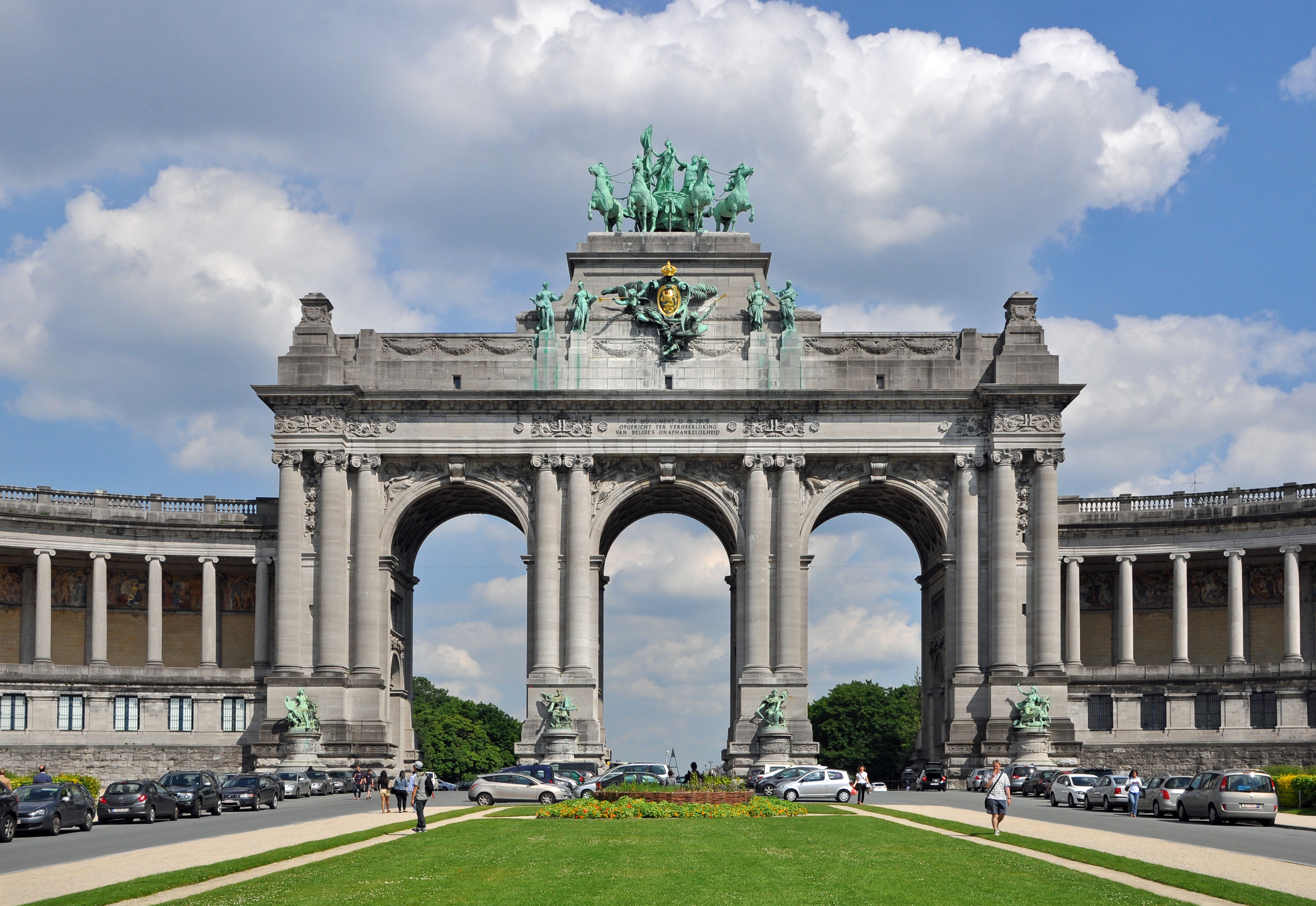
Vítězný oblouk v Parc du Cinquantenaire
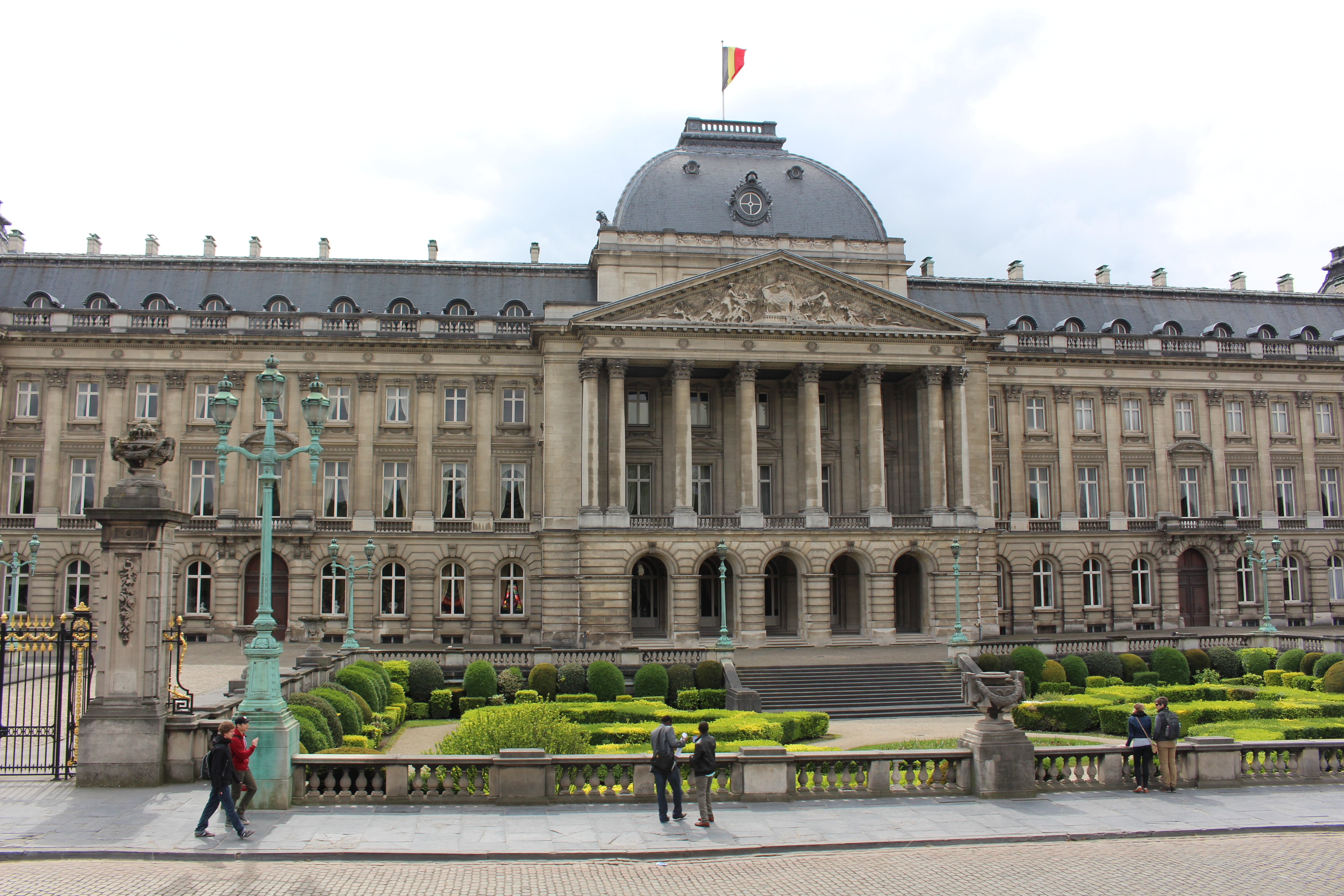
Královský palác
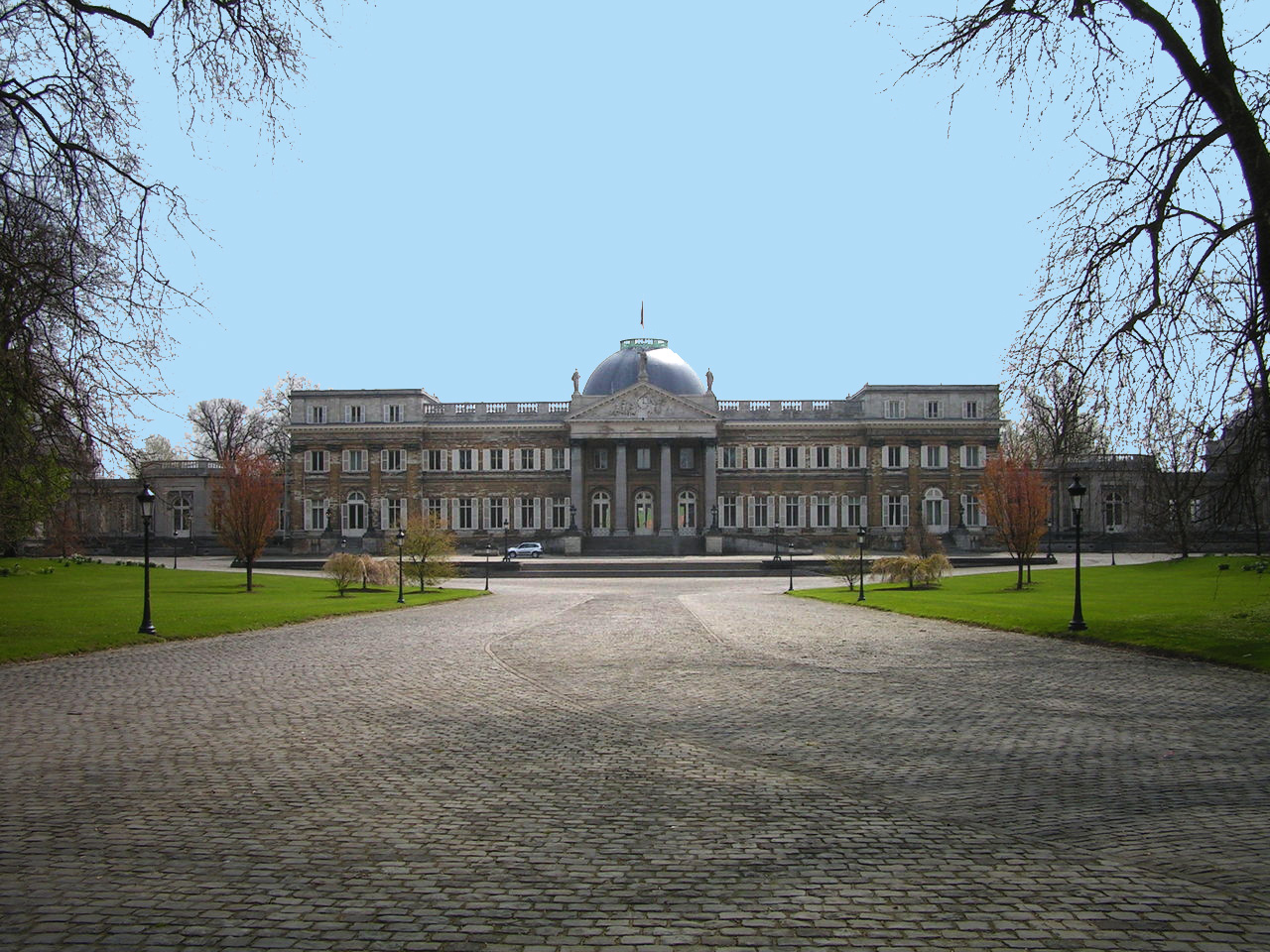
zámek Laeken - sídlo krále (obec Laken)
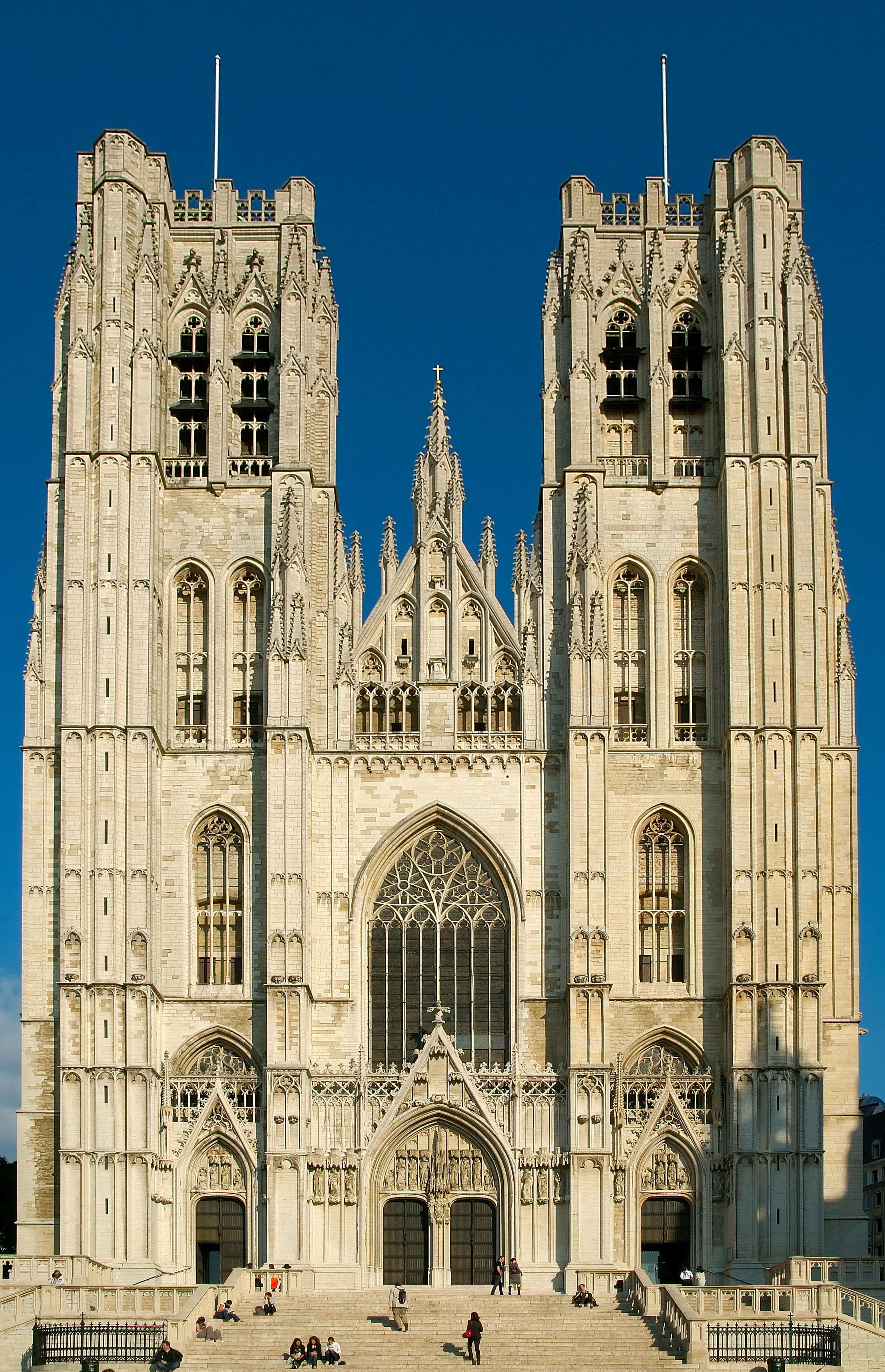
Katedrála svatého Michaela archanděla a svaté Guduly
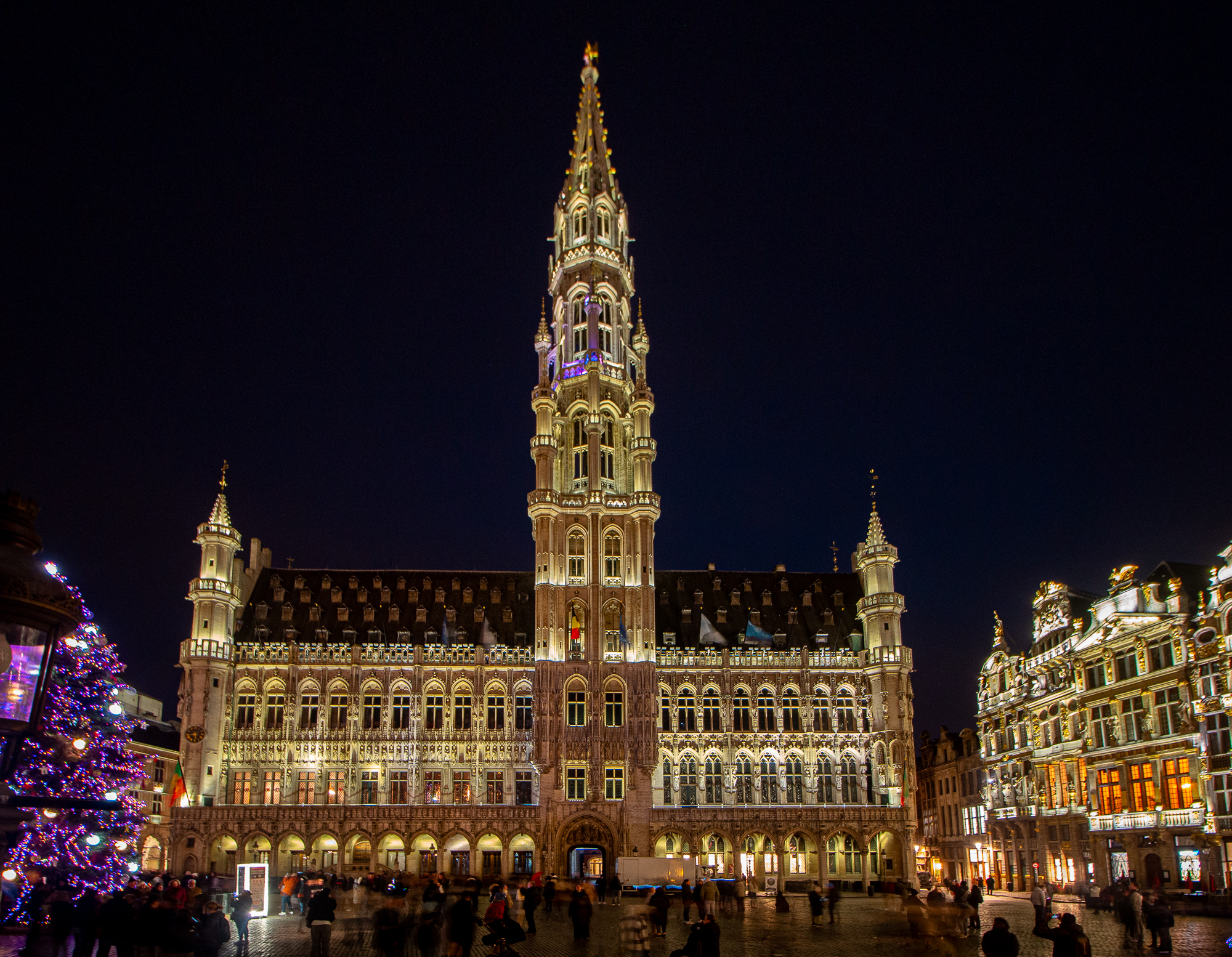
Bruselská radnice
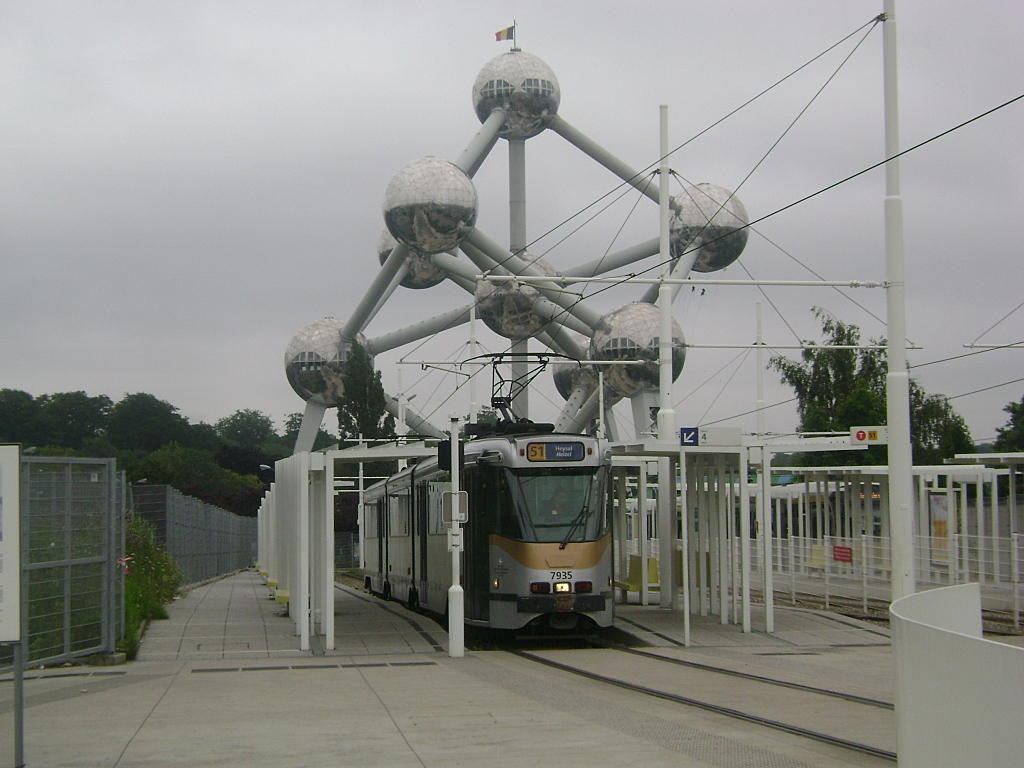
Bruselská tramvaj, vzadu Atomium (Laken, část města Brusel)
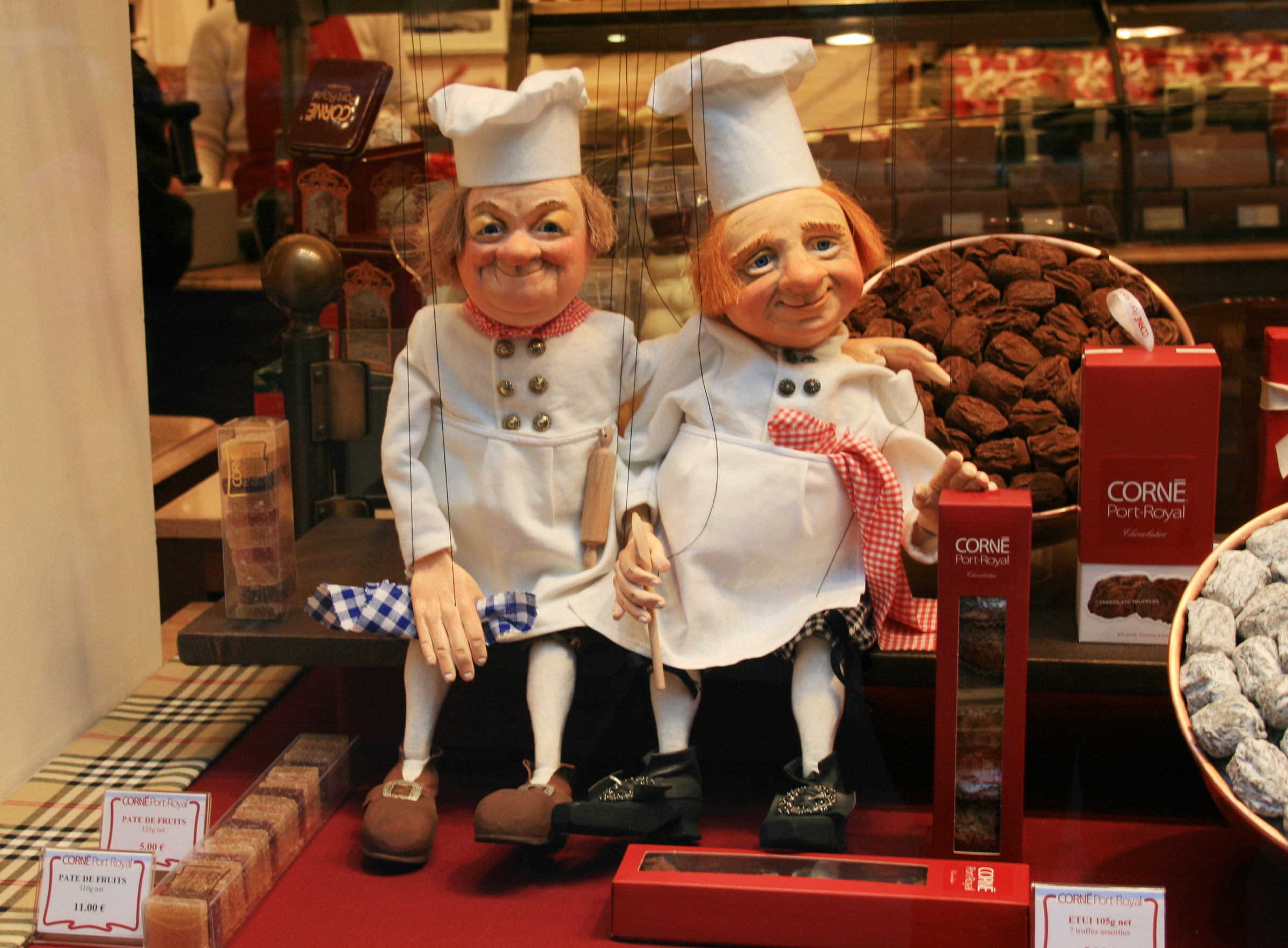
Obchod s pralinkami
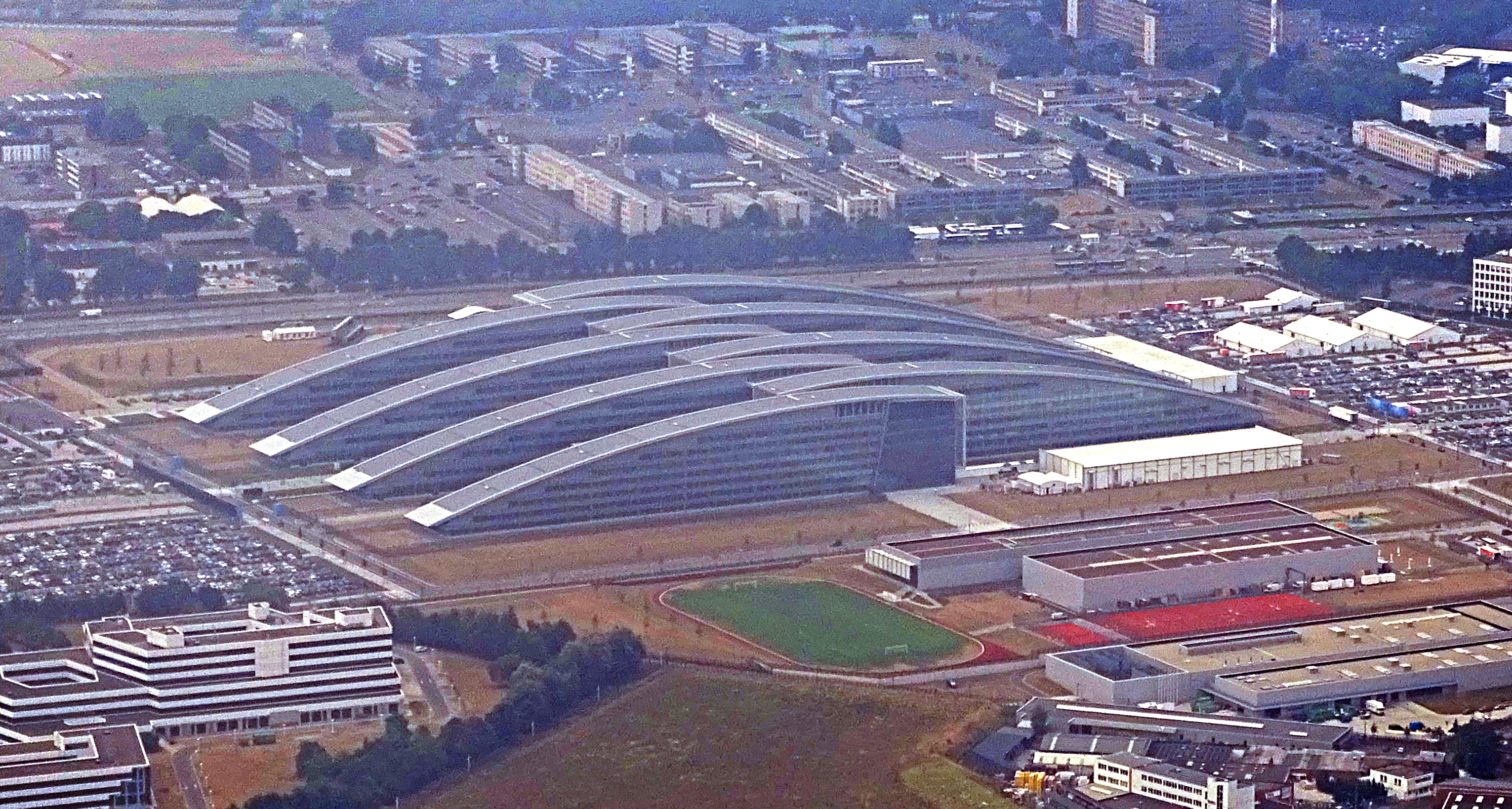
Sídlo NATO